# Бефем културни центар
БеФем културни центар је феминистички културни центар  и фестивал са седиштем у Београду.
Основан је 2009. године као иницијатива две активисткиње, Јелене Вишњић и шведске новинарке и феминисткиње Christine Wassholm, са циљем промоције феминистичке политике, културе и уметности. Од тада, БеФем се развио у организацију која комбинује образовање, медијску продукцију, активизам и умрежавање, са фокусом на оснаживање жена и маргинализованих група.

## Историја
БеФем је започео као једнодневни фестивал феминистичке културе и акције, одржан 5. децембра 2009. године у Културном центру ГРАД у Београду. Фестивал је настао као простор сусрета феминистичке теорије, уметности и активизма, и током петнаест година постојања постао је важна тачка окупљања феминисткиња из Србије, региона и Европе.
Од 2011. године БеФем је регистрован као удружење грађана.

## Визија и мисија
- Друштво засновано на солидарности, једнакости и ненасиљу, у којем свака жена има право на образовање, удруживање и видљивост.
- Јачање феминистичке заједнице кроз производњу знања и повећање присуства жена у медијима и политичком простору.

Вредности којима Бефем тежи су етика бриге, солидарност, једнакост, слобода изражавања.

## Партнерства
БеФем остварује сарадњу са бројним организацијама и институцијама, међу којима су:
- Центар за женске студије из Београда
- Факултет за медије и комуникације
- Global fund for Women
- Реконструкција Женски Фонд
- Амбасада Сједињених Америчких Држава у Београду
- WACC (World Association for Christian Communication)

Ова партнерства омогућавају реализацију едукативних курсева, летњих сусрета, радионица и међународних размена.

## Активности
Образовни програми
- Курсеви „Политике репрезентације: род и насиље“ на Факултету за медије и комуникације (од 2020).
- Курс „Феминистичка медијска култура: Производња рода“ у сарадњи са Центром за женске студије (од 2013).

Медијска продукција
- Серије видео и аудио садржаја: „Хероине из комшилука“, „BeFem Talks“ podcast.
- Документарни филмови: „The Futurе is Female“, „Heroines“, „Active Woman Active Community“.[3]

Догађаји
- Летњи феминистички сусрети: окупљање жена из руралних средина у Бездану од 2014. године.[4]
- Bring the Noize: годишња церемонија доделе признања феминистичким иницијативама на Међународни дан жена, 8. март.

Кампање
- #WomenSpeak: кампања против медијске маргинализације жена.
- Alert!: оснаживање новинарки да говоре о сексизму и нападима.
- Заробљена држава, заробљена права: критика државних политика које угрожавају људска права.

Заговарање
- Биро једнакост: база од преко 385 жена експерткиња доступна медијима.
- Феминистичка медијска декларација: алат за заговарање родно сензитивног извештавања.

## Значај и методологија
БеФем промовише размену знања, феминистичких стратегија и изградњу политичких савеза на локалном и глобалном нивоу. Фестивал се позиционира као простор слободе, солидарности и отпора према растућем неофашизму и неоконзервативизму. Кроз бесплатне програме, БеФем омогућава доступност феминистичких садржаја широј јавности, чиме доприноси демократизацији знања и оснаживању заједнице.

## Гошће БеФема
Током година, БеФем је угостио бројне истакнуте феминисткиње, теоретичарке и активисткиње из Србије, региона и Европе. Међу најзначајнијим говорницама су:
- Кајса Екис Екман (Шведска) — позната по критикама проституције и сурогат материнства.
- Лана Басташић — књижевница, добитница признања за бескомпромисну подршку Палестини.
- Милена Васић — правница, добитница признања за феминистички глас у судници.
- Тијана Продановић — астрофизичарка, добитница признања „Наука је женског рода“.
- Анђела Миливојевић (БИРН) — новинарка, добитница признања за феминистичко медијско извештавање.

## Уметнички програми
БеФем Фестивал је познат по богатом уметничком садржају који укључује:
- Перформансе: „Монолози вагина са маргина“ — лична сведочења маргинализованих жена.
- Визуелна уметност: Изложбе илустраторки из колектива Стрипотетке и Зомбијана.
- Музички наступи: Хор „СвиуГлас“ — добитник признања за најлепшу мелодију заједништва.
- Позориште и talk-show: Комичарке Декаденца и Маркиза де Сада са феминистичким кабареом.
- Филм: Пројекције феминистичких документараца и кратких филмова.

## Добитнице награда
Од 2017. године, БеФем додељује признање „Bring The Noize“ женама и иницијативама које су обележиле претходну годину својим доприносом феминистичкој борби. Међу добитницама су
- Милена Васић – за правну борбу за женска права и феминистички глас у судници

- Тамара Скрозза – за медијску етику и новинарски интегритет
- Марија Лукић – за борбу против сексуалног узнемиравања и храброс
- Ана Ђурић – Констракта – за феминистички допринос у поп култури
- Колектив Побуњене читатељке – за књижевни активизам и допринос женској литератури
- Жене у црном – за мировни активизам и суочавање с прошлошћу
- Анђела Миливојевић (BIRN) – за медијско извештавање
- Сања Петровић Тодосијевић – за борбу против десничарских интервенција у образовању
- Милица Кравић Аксамит – за медијски допринос и феминистичко медијско савезништво
- Сека Алексић – за чин солидарности и подршку младим женама
- Лана Басташић – за подршку Палестини
- Сања Којић Младенов – за видљивост феминистичке уметности
- Миа Давид – за уметнички допринос суочавању с прошлошћу
- Јована Глигоријевић – за новинарску храброст
- Колектив Женска солидарност – за борбу против мизогиније
- Маргарета Башарагин – за феминистичко знање и образовање
- Владислава Гордић Петковић – за допринос женској књижевности
- Лана Николић – за активизам
- Марија Радојичић – за борбу против насиља над женама
- Иницијатива Не давимо Београд – за феминистички активизам
- Колектив Учитељ незналица – за образовање
- Позоришни тим „Девојчице“ – за побуњене девојчице
- Тијана Продановић – за допринос науци
- Анастасија Павић – за феминистичку мултимедијалну уметност
- Тијана Марић – за феминизам на сеоски начин
- Зомбијана и Стрипотетке – за илустраторски рад
- Урбан Реадс – за феминистичко издаваштво
- Хор Сви УГЛАС – за заједништво кроз музику